# Helmut-Eberhard Paulus

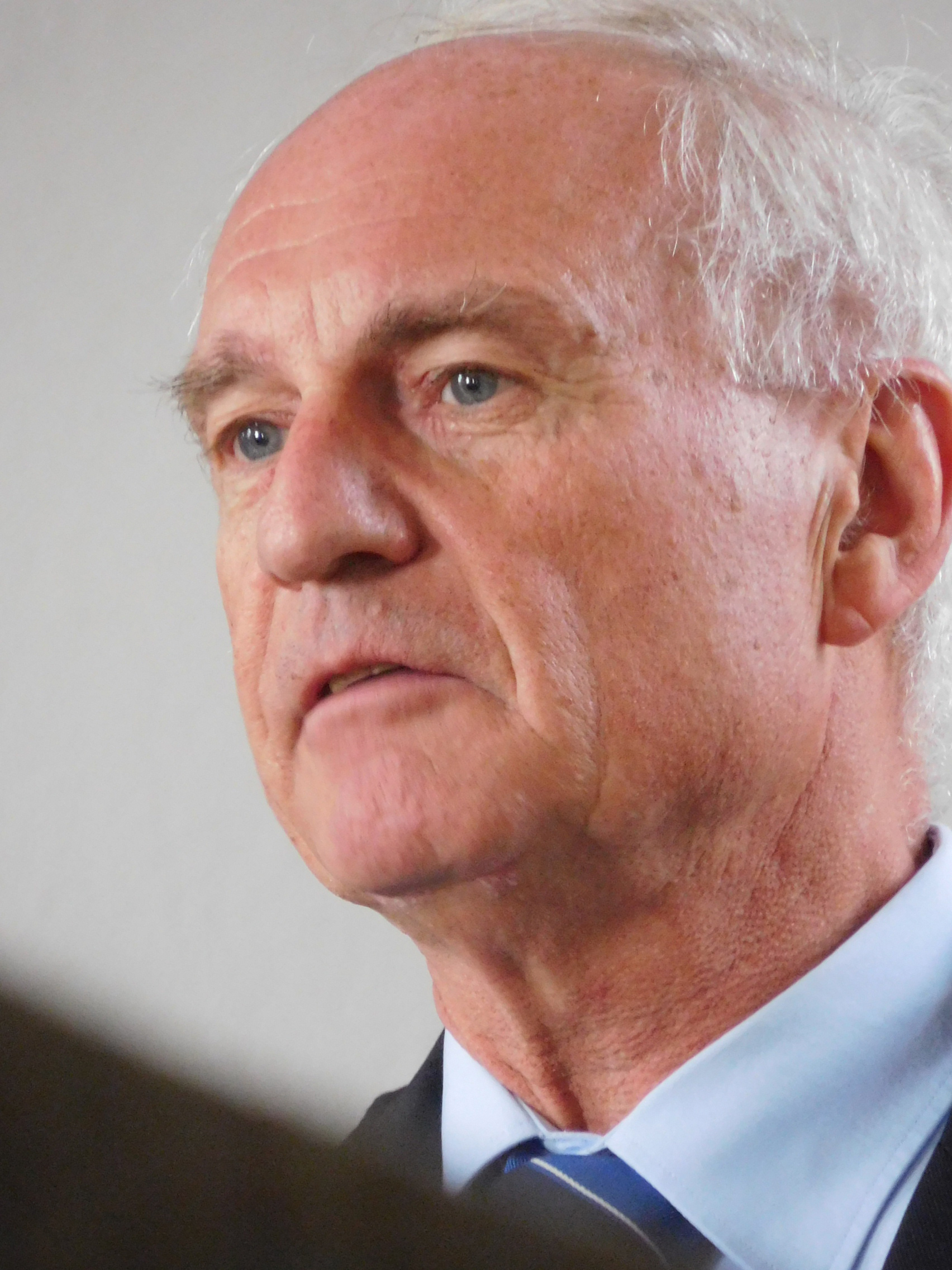
Helmut-Eberhard Paulus, 2015

Helmut-Eberhard Paulus (* 23. November 1951 in Erlangen) ist ein deutscher Verwaltungsjurist, Kunsthistoriker und Denkmalpfleger.

## Leben und Werk
Paulus studierte Kunstgeschichte, Archäologie, Religions- und Geistesgeschichte, sowie Rechtswissenschaften, Staatswissenschaften und Rechtsgeschichte. Sein Studium der Jurisprudenz schloss er mit dem Ersten und Zweiten Juristischen Staatsexamen ab. Als Student in Erlangen wurde er 1969 Mitglied der Burschenschaft Alemannia Leipzig. 1980 wurde er mit dem Thema Die Schönbornschlösser in Göllersdorf und Werneck bei Bernhard Rupprecht zum Dr. phil. im Hauptfach Kunstgeschichte an der Universität Erlangen-Nürnberg promoviert.
Anschließend arbeitete Paulus am Bayerischen Landesamt für Denkmalpflege in München. 1981 wurde er freier Mitarbeiter und 1986 Beamter der Denkmalschutzbehörde der Stadt Regensburg. Von 1987 bis 1994 leitete er diese Behörde. Paulus war Mitveranstalter und Autor der Tagungsbände der Regensburger Herbstsymposien zur Kunstgeschichte und Denkmalpflege. 1994 wurde er als Direktor der Stiftung Thüringer Schlösser und Gärten mit Sitz auf Schloss Heidecksburg in Rudolstadt berufen. 2017 ging er in den Ruhestand, seine Nachfolge trat Doris Fischer an. Paulus lebt und arbeitet in Regensburg.

## Lehraufträge und Ehrenämter
Von 1982 bis 1999 übernahm Paulus Lehraufträge für Denkmalpflege an der Universität Erlangen-Nürnberg, seit 1997 war er zusätzlich Lehrbeauftragter an der Bauhaus-Universität Weimar (Lehrstuhl für Bauaufnahme und Baudenkmalpflege) und seit 2001 an der Europa-Universität Viadrina in Frankfurt/Oder. Der Lehrauftrag am Institut für Kunstgeschichte der Julius-Maximilians-Universität Würzburg seit 1999 führte 2010 zur Ernennung zum Honorarprofessor. 
Seit 1989 ist Paulus Mitglied im Deutschen Nationalkomitee von ICOMOS und seit 1995 Mitglied der Arbeitsgruppe Öffentlichkeitsarbeit des Deutschen Nationalkomitees für Denkmalschutz. Von 1997 bis 2003 war er stellvertretender Vorsitzender, von 2003 bis 2009 Vorsitzender und seit 2009 wieder stellvertretender Vorsitzender der Arbeitsgemeinschaft Deutscher Schlösserverwaltungen. Seit 2008 ist er Vorsitzender des Arbeitskreises Orangerien in Deutschland e.V. und seit 2010 Vorsitzender der Burgenstraße Thüringen e.V., 2012 wurde er in die Historische Kommission für Thüringen berufen.

## Auszeichnungen
Am 22. April 2017 wurde Helmut-Eberhard Paulus mit dem Großen Denkmalpreis der Deutschen Burgenvereinigung e.V. ausgezeichnet. Laudatoren waren der ehemalige Thüringer Ministerpräsident Bernhard Vogel und der langjährige Präsident des Landesamtes für Denkmalpflege Hessen Gerd Weiß.

## Schriften
- Die Klosterkirche St. Peter und Paul in Erfurt: Neue Forschung zu den Wandmalereien und zur Baugeschichte. Imhof Verlag, Petersberg 2014, ISBN 978-3-73190137-2
- Orangerieträume in Thüringen. Schnell & Steiner, Regensburg 2005, ISBN 978-3795417895
- Orangerie und Kaisersaal von Schloß Schwarzburg. Amtlicher Führer der Stiftung Thüringer Schlösser und Gärten. Deutscher Kunstverlag, München 2002, ISBN 978-3422030916
- Die Schönbornschlösser in Göllersdorf und Werneck – Ein Beitrag zur süddeutschen Schloß- und Gartenarchitektur des 18. Jahrhunderts. Hans Carl, Nürnberg, ISBN 978-3418000695 (Dissertation)